# Војни авион
У војне авионе спадају сви авиони који се користе у војне сврхе било које врсте. Војни авиони могу бити борбени и неборбени:
- борбени авиони дизајнирани су тако да уништавају непријатељску опрему, технику, објекте или људство користећи сопствено наоружање.[1] Борбене авионе обично развија или набавља војска одређене државе;
- неборбени авиони нису дизајнирани примарно за борбу, али могу носити оружје ради самоодбране. Неборбени авиони углавном имају помоћну улогу на бојном пољу, а поред војске производе их и одређене цивилне организације.

## Историја

### Лакши од ваздуха
Године 1783, када су успостављени први практични авиони (балони на врући ваздух и водоник), брзо су усвојени за војне дужности. Прва војна балонска јединица био је Француски аеростатски корпус, који је 1794. летео балоном за посматрање током битке код Флерија, прве велике битке која је имала посматрање из ваздуха. Балони су наставили да се користе током 19. века, укључујући Наполеонове ратове и Француско-пруски рат, за посматрање и пропагандну дистрибуцију. Током Првог светског рата, немачки цепелини дирижабли су извршили више ваздушних напада на британске градове, а коришћени су и за посматрање. Током 1920-их, Америчка морнарица је набавила неколико нечврстих ваздушних бродова, од којих је први који је ушао у употребу био К-1 1931. године. Употреба од стране САД, као и других земаља настављена је и у Другом светском рату, Америчка морнарица је коначно извела из употребе свој последњи балони 1962. године.

### Тежи од ваздуха
Убрзо након првог лета Рајт флајера, неколико војски се заинтересовало за авионе на мотор. Године 1909, Америчка армија је купила Рајтов војни флајер, посматрачки авион са два седишта, за Аеронаутичку дивизију, Амерички корпус за везу. Служио је до 1911. године, до када су авиони на моторни погон постали важна карактеристика у неколико армија широм света. Авиони су обављали извиђачке и тактичке мисије бомбардовања у Итало-турском рату, а Први балкански рат је доживео прве поморско-ваздушне операције. У Другом балканском рату уследили су фотоизвиђачки летови и бацање пропагандних летака.
Ваздушна борба је била значајна компонента Првог светског рата, пошто су борбени авиони развијени током рата, стратешко бомбардовање великог домета је постало могућност, а авиони су распоређивани са носача авиона. Авиони су такође преузели већи број улога подршке, посебно медицинску евакуацију, и примену нова оружја као што су ракете ваздух-ваздух за употребу против извиђачких балона.

## Борба
Борбени авиони, или „ратни авиони“, су широко подељени на вишенаменске, ловце, бомбардере, нападаче и подршку за електронско ратовање.
Међу њима постоје варијације, укључујући ловце-бомбардере, као што су јуришни авиони МиГ-23 и совјетски Иљушин Ил-2 Штурмовик. Међу борбене авионе спадају и поморски патролни авиони великог домета, као што су Хокер Сидели Нимрод и С-3 Викинг који су често опремљени за напад противбродским пројектилима и противподморничким оружјем.

### Ловци
Примарна улога ловаца је уништавање непријатељских авиона у борби ваздух-ваздух, као део офанзивних и дефанзивних противваздушних операција. Многи ловци такође поседују одређени степен способности копненог напада, што им омогућава да изводе површински напад и блиске мисије ваздушне подршке. Поред својих контраваздушних дужности, они имају задатак да обављају мисију пратње бомбардера или других авиона. Ловци су способни да носе различито оружје, укључујући митраљезе, топове, ракете, вођене пројектиле и бомбе. Многи савремени ловци могу да нападну непријатељске ловце са велике удаљености, пре него што их непријатељ уопште види или открије. Примери ловаца укључују Ф-35 Лајтнинг II, Ф-22 Раптор, Ф-15 Игл и Су-27.

### Бомбардери
Бомбардери су обично већи, тежи и мање маневарски способни од ловачких авиона. Они су у стању да носе велике количине бомби, торпеда или крстарећих пројектила. Бомбардери се користе скоро искључиво за нападе са земље и нису довољно брзи или агилни да се боре против непријатељских ловаца. Неки имају један мотор и захтевају једног пилота за рад, док други имају два или више мотора и захтевају посаду од два или више. Ограничен број бомбардера, као што је Б-2 Спирит, има стелт способности које их спречавају да их непријатељски радар открије. Пример конвенционалног модерног бомбардера би био Б-52 Стратофортрес. Пример бомбардера из Другог светског рата била би Летећа тврђава Б-17. Бомбардери укључују лаке бомбардере, средње бомбардере, тешке бомбардере, ронилачке бомбардере и торпедне бомбардере.

### Напад
Ударни авиони се могу користити за пружање подршке пријатељским копненим трупама. Неки су у стању да носе конвенционално или нуклеарно оружје далеко иза непријатељских линија како би погодили приоритетне копнене циљеве. Ударни хеликоптери нападају непријатељске оклопне снаге и пружају блиску ваздушну подршку копненим трупама. Пример историјског јуришника је совјетски Иљушин Ил-2 Штурмовик. Неколико типова транспортних авиона наоружано је оружјем за бочно пуцање као топовњача за копнени напад. То укључује авионе АЦ-47 и АЦ-130.

### Електронско ратовање
Авион за електронско ратовање је војни авион опремљен за електронско ратовање (EW) – односно нарушавање ефикасности радарских и радио система непријатеља. Они су генерално модификоване верзије других већ постојећих авиона. Недавни пример би био Боинг ЕА-18Г Гровлер, који је модификована верзија Боинга Ф/А-18Ф Супер Хорнета.

### Поморска патрола
Поморски патролни авион је војни авион са фиксним крилима дизајниран да ради дуго времена изнад воде у поморским патролним улогама – посебно против подморница, против бродова, и за трагања и спасавања. Неки патролни авиони су дизајнирани за ову сврху, попут Кавасакија П-1. Многи други су модификовани дизајни већ постојећих авиона, као што је Боеинг П-8 Посеидон, који је заснован на авиону Боеинг 737-800. Док се термин поморски патролни авион углавном односи на авионе са фиксним крилима, други типови авиона, као што су балони и хеликоптери, такође су коришћени у истим улогама.

### Вишенаменски
Многи борбени авиони данас имају вишенаменске способности. Обично се примењује само на авионе са фиксним крилима. Овај термин означава да дати авион може бити ловац или бомбардер, у зависности од тога шта мисија захтева. Пример вишенаменског дизајна је Ф-15Е Страјк Игл, Ф/А-18 Хорнет, Ф-35 Лајтнинг II. Пример из Другог светског рата би био П-38 Лајтнинг. Помоћни хеликоптер може да испуни улоге као што су копнени напад, ваздушни напад, војна логистика, CASEVAC, медицинска евакуација, команда и контрола и транспорт трупа.